# 傑克遜鎮區 (阿肯色州蘭道夫縣)
傑克遜鎮區（英語：Jackson Township）是位於美國阿肯色州蘭道夫縣的一個行政鎮區。

## 地方資料
傑克遜鎮區的面積為45.92平方千米，當中陸地面積為45.76平方千米，而水域面積為0.16平方千米。根據2010年美國人口普查的數據，當地共有人口241人，而人口密度為每平方千米5.25人。